# NGC 1790
NGC 1790 ist ein Asterismus im Sternbild Auriga.
Das Objekt wurde am 16. Februar 1831 vom britischen Astronomen John Herschel entdeckt.